# Успенська церква (Волосківці)
Успенська церква — православний храм та пам'ятка архітектури національного значення у Волосківцях.

## Історія
Постановою Ради Міністрів УРСР від 06.09.1979 № 442 «Про доповнення списку пам'яток містобудування і архітектури Української РСР, що перебувають під охороною держави» надано статус «пам'ятка архітектури республіканського значення» з охоронним № 1780.
Встановлено інформаційну дошку.

## Опис
Успенська церква типова для народної дерев'яної монументальної архітектури Лівобережжя періоду XVII—XVIII століть у формах бароко і представляє об'ємно-просторове рішення 5-камерної споруди.
Споруджена 1765 року поруч зі стародавнім городищем. У середині ХІХ століття до загального обсягу була прибудована дзвіниця з переходом, тамбури з ґанком під двосхилим дахом, що підтримується двома колонами. В інтер'єрі храму з'явилися деякі конструктивні зміни.
Дерев'яна (сосна), шальована, одноголова, п'ятидольна (п'ятизрубна — 5 об'ємів), хрестоподібна в плані церква, з тамбурами з північної та південної сторін. Із заходу до загального об'єму через критий перехід примикає триярусна дзвіниця — четверик, що несе восьмерик на четверику, завершується куполом. Вхід з ґанком, двосхилий дах якого підтримується двома парами колон. Гілки прямокутні, крім східної — п'ятигранної, де облаштовані хори. Вінчає храм однозаломний (1 уступ) купол у формах бароко з глухим ліхтарем та головкою на восьмигранному барабані. Перекриття гілок плоскі дерев'яні під трискатною металевою покрівлею. Також внаслідок перебудови, в інтер'єрі два цегляні стовпи підпирають місця поєднання вінців західного зрубу з північним та південним. Виріз між бабинцем та центральною ділянкою у два яруси. Дверні отвори з трапецієподібним завершенням, карнизи фасадів прикрашені різьбленням із використанням традиційних народних мотивів.
Церква була передана релігійній громаді.